# Французский чоп
Французский чоп (лат. Zingel asper) — редкий эндемичный вид рыб из семейства окуневых.

## Описание
Французский чоп достигает длины от 15 до 22 см. Цвет спины и боковых сторон серовато-жёлтый, брюхо беловатое, на боковых сторонах три тёмно-бурых полосы.

## Распространение
Ареал вида ограничен бассейном реки Роны. Четыре изолированные популяции живут на площади менее 10 км². В реке Дром обитает несколько экземпляров, в Дюрансе плотность популяции — около 200 экз./га, в реке Бом — 80 экз./га, в верховье Ду в Швейцарии — от 80 до 160 экземпляров.

## Образ жизни
Французский чоп активен исключительно ночью. Он живёт на дне водоёмов с умеренным течением на глубине от 30 до 80 см и питается различными донными животными. Нерест с марта по апрель. Самцы становятся половозрелыми в возрасте 1—2 года, самки — в возрасте 2—3 года. Продолжительность жизни составляет примерно 3,5 лет.